# Wedge Tomb von Killakee

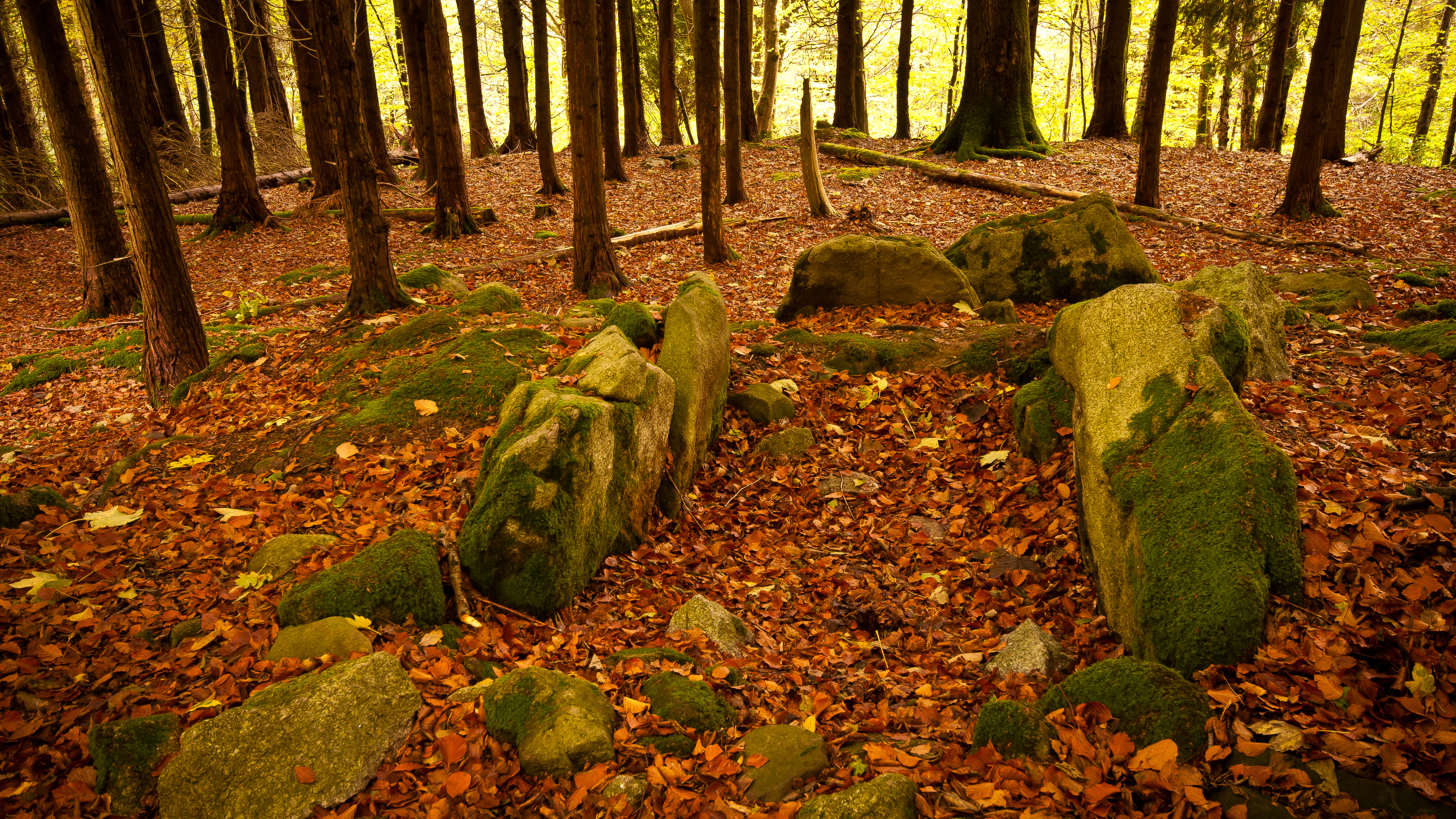
Wedge Tomb von Killakee

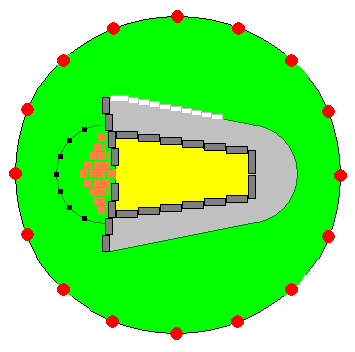
Prinzipskizze Wedge tomb am Beispiel von Island

Das Wedge Tomb von Killakee (irisch Tuama Dingeach Choill an Chaoich) liegt am östlichen Hang des Montpelier Hill, über der Bucht von Dublin, westlich der R115 (Straße) in den "Massey’s Woods " im County Dublin in Irland. Wedge Tombs (deutsch „Keilgräber“), früher auch „wedge-shaped gallery grave“ genannt, sind ganglose, mehrheitlich ungegliederte Megalithanlagen der späten Jungsteinzeit und der frühen Bronzezeit.
Das 1ß78 entdeckte Wedge Tomb ist etwa 5 m lang und seine einwandig erhaltene Kammer hat noch viele Wandsteine in situ. Die Decksteine und der Cairn sind dagegen verschwunden. Im Layout ist es den beiden anderen Wedge Tombs in den Dublin Mountains ähnlich, die in Ballyedmonduff und Kilmashogue gefunden wurden. Eine L-Form am Westende könnten Reste eines bei Megalithanlagen dieses Typs seltenen Vorhofs sein.